# Área Metropolitana de Gotemburgo

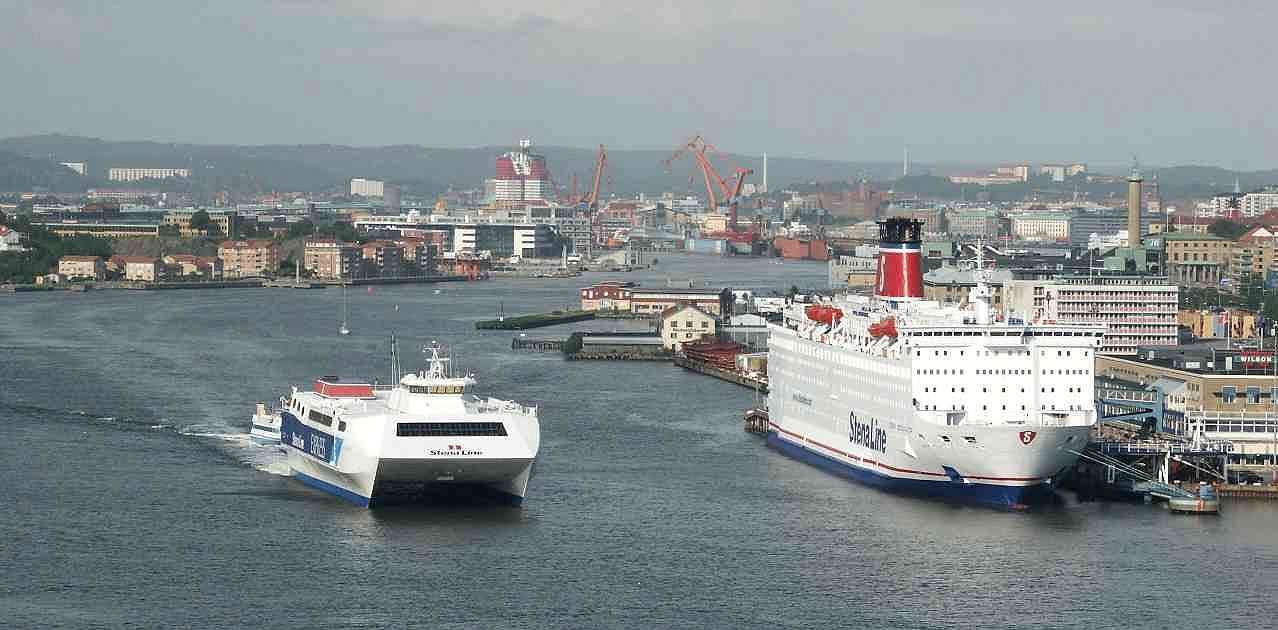
Gotemburgo e o seu porto

A Área Metropolitana de Gotemburgo é uma região da Costa Oeste da Suécia com centro na cidade de Gotemburgo. Como unidade estatística tem o nome de Stor-Göteborg ("Grande Gotemburgo") e como comunidade intermunicipal tem o nome de Göteborgsregionens kommunalförbund ("Comunidade Intermunicipal da Região de Gotemburgo").

É composta pelas 13 comunas de Gotemburgo, Mölndal, Partille, Härryda, Lerum, Ale, Kungälv, Öckerö, Tjörn, Stenungsund, Lilla Edet, Alingsås, no condado da Västra Götaland, e pela comuna de Kungsbacka, no condado de Halland. 

| Comuna      | Ordem | População | Área¹    | Densidade da população |
| ----------- | ----- | --------- | -------- | ---------------------- |
| Gotemburgo  | 1     | 529,343   | 450.71   | 1,174                  |
| Mölndal     | 2     | 61,824    | 146.81   | 421                    |
| Partille    | 3     | 35,959    | 57.19    | 629                    |
| Härryda     | 4     | 35,525    | 268.43   | 132                    |
| Lerum       | 5     | 39,151    | 260.29   | 150                    |
| Ale         | 6     | 27,864    | 318.27   | 88                     |
| Kungälv     | 7     | 41,996    | 364.73   | 115                    |
| Öckerö      | 8     | 12,578    | 25.91    | 485                    |
| Tjörn       | 9     | 15,031    | 168.23   | 89                     |
| Stenungsund | 10    | 24,918    | 253.54   | 98                     |
| Lilla Edet  | 11    | 12,687    | 317.93   | 40                     |
| Alingsås    | 12    | 38,509    | 474.90   | 81                     |
| Kungsbacka  | 13    | 76,951    | 611.42   | 126                    |
| Total       | 13    | 952,336   | 3,718.36 | 256.12                 |

É a segunda das três áreas metropolitanas da Suécia, a seguir à Área Metropolitana de Estocolmo e antes da Área Metropolitana de Malmö.

 Tem uma população de cerca de 1 milhão de habitantes e uma área de 3 718 km2.

|    | Localidade  | Comuna(s)                   | População |
| -- | ----------- | --------------------------- | --------- |
| 1  | Gotemburgo  | Gotemburgo/Mölndal/Partille | 549 839   |
| 2  | Alingsås    | Alingsås                    | 24 482    |
| 3  | Kungälv     | Kungälv                     |           |
| 4  | Kungsbacka  | Kungsbacka                  |           |
| 5  | Lerum       | Lerum                       |           |
| 6  | Mölnlycke   | Härryda                     |           |
| 7  | Onsala      | Kungsbacka                  |           |
| 8  | Lindome     | Mölndal                     |           |
| 9  | Billdal     | Göteborg/Kungsbacka         |           |
| 10 | Stenungsund | Stenungsund                 |           |
| 11 | Nödinge-Nol | Ale                         |           |
| 12 | Floda       | Lerum                       |           |
| 13 | Kållered    | Mölndal                     |           |
| 14 | Landvetter  | Härryda                     |           |
| 15 | Surte       | Ale                         |           |
| 16 | Hönö        | Öckerö                      |           |
| 17 | Lilla Edet  | Lilla Edet                  |           |
| 18 | Älvängen    | Ale                         |           |
| 19 | Gråbo       | Lerum                       |           |
| 20 | Hjuvik      | Göteborg                    |           |

## Economia
As 10 empresas e organisações com mais pessoal do condado (2013):

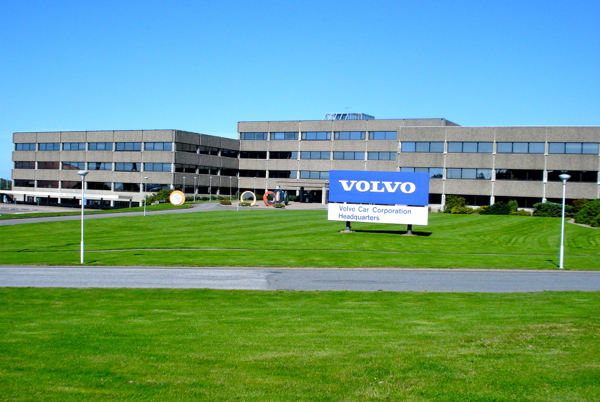
A fábrica da Volvo em Torslanda

|    | Empresa                      | Pessoal |
| -- | ---------------------------- | ------- |
| 1  | Volvo Personvagnar           | 13 725  |
| 2  | AB Volvo                     | 11 325  |
| 3  | Chalmers                     | 2 925   |
| 4  | SKF                          | 2 725   |
| 5  | Volvo Information Technology | 2 475   |
| 6  | Ericsson                     | 2 225   |
| 7  | AstraZeneca                  | 2 025   |
| 8  | Posten Meddelande AB         | 1 975   |
| 9  | Samhall AB                   | 1 525   |
| 10 | SCA Hygien Products AB       | 1 425   |